# Lucas Plapp
Lucas (Luke) Plapp (Melbourne, 24 december 2000) is een Australisch wielrenner en baanwielrenner.

## Carrière
In 2018 won Plapp de puntenkoers en de koppelkoers tijdens de wereldkampioenschap baanwielrennen voor junioren. Het zelfde jaar behaalde hij een tweede plaats op de tijdrit tijdens de wereldkampioenschappen wegwielrennen voor junioren achter de Belg Remco Evenepoel. Plapp won in 2019 de ploegentijdrit op de Oceanische kampioenschappen baanwielrennen. Vanaf 1 augustus 2021 was hij op de weg actief namens INEOS Grenadiers. Anno 2024 is hij actief bij Team Jayco AlUla.

## Belangrijkste resultaten

### Weg
2018
 Australisch kampioenschap tijdrijden, junioren
 Oceanisch kampioenschap tijdrijden, junioren
 Wereldkampioenschap tijdrijden, junioren
2019
 Australisch kampioenschap tijdrijden, belofte
2020
 Australisch kampioenschap tijdrijden, belofte
2021
 Australisch kampioen tijdrijden, elite
 Wereldkampioenschap tijdrijden, beloften
2022
 Australisch kampioen op de weg, elite
 Wereldkampioenschap mixed relay
2023
 Australisch kampioen op de weg, elite
2e en 3e etappe Tour of Bright
Eindklassement Tour of Bright
2024
 Australisch kampioen tijdrijden, elite
 Australisch kampioen op de weg, elite
2e etappe Tour of Bright
Eindklassement Tour of Bright
2025
 Australisch kampioen tijdrijden, elite
2e etappe Ronde van Griekenland
8e etappe Ronde van Italië

### Baan
| Jaar       | AK                                                               | OK                                                                   | WK                                               | Overig                                                                       |            |            |
| Als Junior | Als Junior                                                       | Als Junior                                                           | Als Junior                                       | Als Junior                                                                   | Als Junior | Als Junior |
| ---------- | ---------------------------------------------------------------- | -------------------------------------------------------------------- | ------------------------------------------------ | ---------------------------------------------------------------------------- | ---------- | ---------- |
| 2018       |                                                                  |                                                                      | puntenkoers · koppelkoers · ploegenachtervolging |                                                                              |            |            |
| Als elite  |                                                                  |                                                                      |                                                  |                                                                              |            |            |
| 2017       | 5e koppelkoers                                                   |                                                                      |                                                  |                                                                              |            |            |
| 2018       | 4e koppelkoers 6e omnium                                         | achtervolging · 4e achtervolging                                     |                                                  |                                                                              |            |            |
| 2019       | achtervolging · ploegenachtervolging · koppelkoers · puntenkoers | ploegenachtervolging · 4e achtervolging · 5e koppelkoers · 7e omnium |                                                  | WB Brisbane: ploegenachtervolging                                            |            |            |
| 2020       |                                                                  |                                                                      | 4e ploegenachtervolging 13e achtervolging        |                                                                              |            |            |
| 2021       | koppelkoers                                                      |                                                                      | 8e koppelkoers                                   | Olympische Spelen: · ploegenachtervolging                                    |            |            |
| 2022       | 5e koppelkoers                                                   |                                                                      |                                                  | Gemenebestspelen: · ploegenachtervolging · 6e puntenkoers · 8e achtervolging |            |            |

## Resultaten in voornaamste wedstrijden
| Jaar | Ronde van Italië | Ronde van Frankrijk | Ronde van Spanje |
| ---- | ---------------- | ------------------- | ---------------- |
| 2022 |                  |                     | 95e              |
| 2023 |                  |                     |                  |
| 2024 | 52e              |                     |                  |
| 2025 | opgave (1)       | 121e                |                  |

| Jaar | Milaan-San Remo | Clásica San Sebastián |  | WK op de weg |
| ---- | --------------- | --------------------- |  | ------------ |
| 2022 |                 |                       |  | opgave       |
| 2023 |                 | opgave                |  | opgave       |
| 2024 | 65e             |                       |  |              |
| 2025 |                 | 7e                    |  |              |

## Ploegen
- 2021 –  INEOS Grenadiers (stagiair vanaf 1 augustus)
- 2022 –  INEOS Grenadiers
- 2023 –  INEOS Grenadiers
- 2024 –  Team Jayco AlUla
- 2025 –  Team Jayco AlUla

Amador · Van Baarle · Basso · Bernal · Carapaz  · Castroviejo · De Plus · Dennis · Doull · Dunbar · Ganna     · Geoghegan Hart · Gołaś · Hayter · Henao · Kwiatkowski · Martínez · Moscon · Narváez · Pidcock (vanaf 1 februari) · Porte ·  Puccio · Rivera · Rodriguez · Rowe · Sivakov · Sosa · Swift · Thomas · Wurf · Yates · Plapp (stagiair)
Amador · Bernal · Carapaz  · Castroviejo · De Plus · Dunbar · Fraile · Ganna   · Geoghegan Hart · E. Hayter · Heiduk · Kwiatkowski · Martínez · Narváez · Pidcock · Plapp · Porte ·  Puccio · Rivera · Rodriguez · Rowe · Sheffield · Sivakov · Swift · Thomas · Tulett · Turner · Van Baarle · Viviani · Wurf · Yates · L. Hayter (stagiair)
Berhe · Craddock · De Marchi · De Pretto · Dunbar · Durbridge · Engelhardt · Ewan · Foldager · Groenewegen · Hamilton · Harper · Hepburn · Jansen · Juul-Jensen · Maas · Matthews · Mezgec · O'Brien · Peña · Plapp · Porter · Quick · Reinders · Schmid · Scotson · Stewart · Walscheid · Yates · Zana